# Brănești (gmina w okręgu Gorj)
Brănești – gmina w Rumunii, w okręgu Gorj. Obejmuje miejscowości Bădești, Brănești, Brebenei, Capu Dealului, Gilortu i Pârâu. W 2011 roku liczyła 2426 mieszkańców.